# Grado (cladística)

Cladograma de uma grupo biológico. Em verde (centro) está representado um grado evolucionário, um grupo unido por traços anatômicos e fisiológicos ao invés de filogênicos. Em vermelho e azul aparecem clados (i.e., ramos completamente monofiléticos).

Grado refere-se a um táxon unido por um nível de complexidade morfológica ou fisiológica. O termo foi cunhado por Julian Huxley para contrastar com clado, uma unidade estritamente filogenética.